# .li
.li — национальный домен верхнего уровня (ccTLD) с кодом страны в Интернете для Лихтенштейна.
Домен .li был создан в 1993 году. Домен спонсируется и управляется Университетом Лихтенштейна в Вадуце. Регистрацией доменных имен .li раньше управлял SWITCH, администратор швейцарского ccTLD.ch. В феврале 2013 года SWITCH прекратила свою службу регистрации .li для частных клиентов, передав ее ряду признанных фирм-партнеров. Регистрантом может стать любой человек или организация из любой страны.

Период обновления данных в Whois реестра доменной зоны: каждые 24 часа.